# Lad, Madžarska
Lad je vas na Madžarskem, ki upravno spada pod podregijo Barcsi Šomodske županije.